# Pálné Kovács Ilona
Pálné Kovács Ilona (Pécs, 1954. június 11. –) magyar jogász, politológus, egyetemi tanár, a Magyar Tudományos Akadémia rendes tagja. Kutatási területe a regionális tudomány, a közigazgatási jog és a területfejlesztés. 1997 és 2012 között a Regionális Kutatóközpont Dunántúli Tudományos Intézet, 2015-től a Regionális Kutatások Intézete igazgatója. Férje Pál Zoltán szobrászművész.

## Életpályája
1973-ban kezdte meg egyetemi tanulmányait a Janus Pannonius Tudományegyetem Jogtudományi Karán, ahol 1978-ban szerzett jogi doktorátust. Ezt követően a Magyar Tudományos Akadémia (MTA) alatt működő Regionális Kutatóközpont Dunántúli Tudományos Intézetének lett tudományos segédmunkatársa. 1983-ban tudományos munkatársi, 1988-ban pedig főmunkatársi beosztásba helyezték. Közben 1989-ben rövid ideig osztályvezetőként dolgozott a Belügyminisztériumban. 1992-ben az intézet igazgató-helyettesévé, 1997-ben pedig igazgatójává nevezték ki. Közben 2000-ben tudományos tanácsadói beosztásba került. Az intézetet 2012-ig vezette, majd a kutatóközpont átalakítása (Közgazdaság és Regionális Tudományi Kutatóközpont) után az újonnan alakult Regionális Kutatások Intézete (RKI) Dunántúli Tudományos Osztályának lett vezetője. 2014-ben kutatóprofesszorrá nevezték ki, majd 2015-ben az RKI igazgatójává nevezték ki. Kutatóintézeti munkája mellett 1996-tól óraadó tanárként oktatott a Pécsi Tudományegyetemen, majd 2001-es habilitációját követően 2002-ben egyetemi tanári kinevezést is kapott a politikai tudományok tanszéken. 1998 és 2001 között Széchenyi professzori ösztöndíjjal kutatott. Ezenkívül közéleti szerepet is vállalt: 1994 és 2002 között a Szabad Demokraták Szövetsége jelöltjeként tagja volt a Baranya Megyei Közgyűlésnek, valamint a párt képviselőjelöltje volt a 2002-es országgyűlési választáson.
1988-ban védte meg a politikatudomány kandidátusi, 2000-ben akadémiai doktori értekezését. Az MTA Regionális Tudományi Bizottsága, illetve Politikatudományi Bizottságának, valamint a Pécsi Akadémiai Bizottságnak lett tagja. 2013-ban választották meg a Magyar Tudományos Akadémia levelező, 2019-ben rendes tagjává. 2014 és 2020 között a Gazdaság- és Jogtudományok Osztály elnökhelyettese is volt. Akadémiai tevékenysége mellett a Magyar Regionális Tudományi Társaság és a Regional Studies Association tagja. 2003 és 2005 között a Magyar Jogász Egylet tudományos bizottságának volt tagja, valamint 2007 és 2012 között a Magyar Politikatudományi Társaság elnökségében is részt vett. 2019-ben az Academia Europaea tagjává is megválasztották. Számos tudományos szakfolyóirat szerkesztőbizottsági munkájában vesz részt: Comitatus Önkormányzati Szemle, Új Magyar Közigazgatás, Tér és Társadalom, Politikatudományi Szemle,	Revue d'Études Comparatives, valamint European Journal of Spatial Planning.

## Díjai, elismerései
- Akadémiai Ifjúsági Díj (1982, 1987)
- Pécs város tudományos díja (2000)
- Akadémiai Díj (2002)
- Pro Régió díj (2007)
- Kolnai Aurél-díj (2009)
- Bibó István-díj (2011)

## Főbb publikációi
- A helyi politikai viszonyok és intézményeik (1987)
- Helyi politika (1990)
- A rendszerváltás és a megyék (szerk., 1994)
- Kisebbségi önkormányzatok Magyarországon (társszerk., 1999)
- Regionális politika és közigazgatás (első kiadás, 1999)
- A területfejlesztés irányítása (2003)
- Portrait of South Transdanubia: A Region in Transition (társszerk., 2003)
- Regionális reformok Európában (szerk., 2005)
- Helyi kormányzás Magyarországon (2008)
- A politika új színtere a régió (szerk., 2009)
- Internationalisation of Social Sciences in Central and Eastern Europe: The „Catching Up” – a Myth or a Strategy? (társszerk., 2010)
- Local Governance in Hungary – the Balance of the Last 20 Years: the Balance of the Last 20 Years (2011)
- Regionalizmus és területi kormányzás (társszerző, 2012)
- Jó kormányzás és decentralizáció (2014)
- A magyar decentralizáció kudarca nyomában (szerk., 2016)
- A magyar önkormányzatok korlátai a helyi gazdaságfejlesztésben (2019)
- A középszintű kormányzás helyzete és perspektívái Magyarországon (2019)